# Canoagem nos Jogos Olímpicos de Verão de 1968
A canoagem nos Jogos Olímpicos de Verão de 1968 foi realizada na Cidade do México, no México, com sete eventos disputados.

## Eventos da canoagem
Masculino:
 C-1 1000 metros | C-2 1000 metros | K-1 1000 metros | K-2 1000 metros | K-4 1000 metros

Feminino:
 K-1 500 metros | K-2 500 metros

## Masculino

### C-1 1000 metros masculino
| Pos. | País                     | Atletas       | Tempo   |
| ---- | ------------------------ | ------------- | ------- |
|      | Hungria (HUN)            | Tibor Tatai   | 4:36.14 |
|      | Alemanha Ocidental (FRG) | Detlef Lewe   | 4:38.31 |
|      | União Soviética (URS)    | Vitali Galkov | 4:40.42 |

### C-2 1000 metros masculino
| Pos. | País                  | Atletas                          | Tempo   |
| ---- | --------------------- | -------------------------------- | ------- |
|      | Romênia (ROM)         | Ivan Patzaichin Serghei Covaliov | 4:07.18 |
|      | Hungria (HUN)         | Tamás Wichmann Gyula Petrikovics | 4:08.77 |
|      | União Soviética (URS) | Naum Prokupets Mikhail Zamotin   | 4:11.30 |

### K-1 1000 metros masculino
| Pos. | País                  | Atletas              | Tempo   |
| ---- | --------------------- | -------------------- | ------- |
|      | Hungria (HUN)         | Mihály Hesz          | 4:02.63 |
|      | União Soviética (URS) | Aleksandr Shaparenko | 4:03.58 |
|      | Dinamarca (DEN)       | Erik Hansen          | 4:04.39 |

### K-2 1000 metros masculino
| Pos. | País                  | Atletas                                | Tempo   |
| ---- | --------------------- | -------------------------------------- | ------- |
|      | União Soviética (URS) | Aleksandr Shaparenko Volodymyr Morozov | 3:37.54 |
|      | Hungria (HUN)         | Csaba Giczi István Timár               | 3:38.44 |
|      | Áustria (AUT)         | Gerhard Seibold Günther Pfaff          | 3:40.71 |

### K-4 1000 metros masculino
| Pos. | País          | Atletas                                                      | Tempo   |
| ---- | ------------- | ------------------------------------------------------------ | ------- |
|      | Noruega (NOR) | Steinar Amundsen Tore Berger Egil Søby Jan Johansen          | 3:14.38 |
|      | Romênia (ROM) | Anton Calenic Haralambie Ivanov Dimitrie Ivanov Mihai Ţurcaş | 3:14.81 |
|      | Hungria (HUN) | Csaba Giczi Imre Szöllõsi István Timár István Csizmadia      | 3:15.10 |

## Feminino

### K-1 500 metros feminino
| Pos. | País                     | Atletas                     | Tempo   |
| ---- | ------------------------ | --------------------------- | ------- |
|      | União Soviética (URS)    | Lyudmila Khvedosyuk-Pinaeva | 2:11.09 |
|      | Alemanha Ocidental (FRG) | Renate Breuer-Dukat         | 2:12.71 |
|      | Romênia (ROM)            | Viorica Dumitru             | 2:13.22 |

### K-2 500 metros feminino
| Pos. | País                     | Atletas                                       | Tempo   |
| ---- | ------------------------ | --------------------------------------------- | ------- |
|      | Alemanha Ocidental (FRG) | Annemarie Zimmermann Roswitha Esser           | 1:56.44 |
|      | Hungria (HUN)            | Anna Pfeffer Katalin Sagi-Rozsnyói            | 1:58.60 |
|      | União Soviética (URS)    | Lyudmila Khvedosyuk-Pinaeva Antonina Seredina | 1:58.61 |

## Quadro de medalhas da canoagem
| Ordem | País                   | Medalha de ouro | Medalha de prata | Medalha de bronze | Total |
| ----- | ---------------------- | --------------- | ---------------- | ----------------- | ----- |
| 1     | HUN Hungria            | 2               | 3                | 1                 | 6     |
| 2     | URS União Soviética    | 2               | 1                | 3                 | 6     |
| 3     | FRG Alemanha Ocidental | 1               | 2                | 0                 | 3     |
| 4     | ROM Romênia            | 1               | 1                | 1                 | 3     |
| 5     | NOR Noruega            | 1               | 0                | 0                 | 1     |
| 6     | AUT Áustria            | 0               | 0                | 1                 | 1     |
| 6     | DEN Dinamarca          | 0               | 0                | 1                 | 1     |